# Flosculinella
Flosculinella es un género de foraminífero bentónico de la familia Alveolinidae, de la superfamilia Alveolinoidea, del suborden Miliolina y del orden Miliolida. Su especie tipo es Alveolinella bontangensis. Su rango cronoestratigráfico abarca desde el Mioceno hasta la Actualidad.

## Clasificación
Flosculinella incluye a las siguientes especies:
- Flosculinella bontangensis
  - Flosculinella bontangensis globulosa
- Flosculinella fusiformis
- Flosculinella globulosa
- Flosculinella reicheli